# Hamun-e Jazmurian
Hamun-e Jazmurian (persiska: هامون جازْموریان) är en periodisk saltsjö i sydöstra Iran. Den ligger i Jazmurianbäckenet, ett endorheiskt bäcken med västra delen i Kermanprovinsen och östra delen i provinsen Sistan och Baluchistan.
Området har ett hett ökenklimat, och periodvis kan sjön vara i stort sett uttorkad. Största tillflödet kommer från floderna Halil rud och Bampur, men dammbyggen och ökat vattenuttag i floderna har medfört att uttorkningen har ökat i omfattning.